# Olivier le Daim

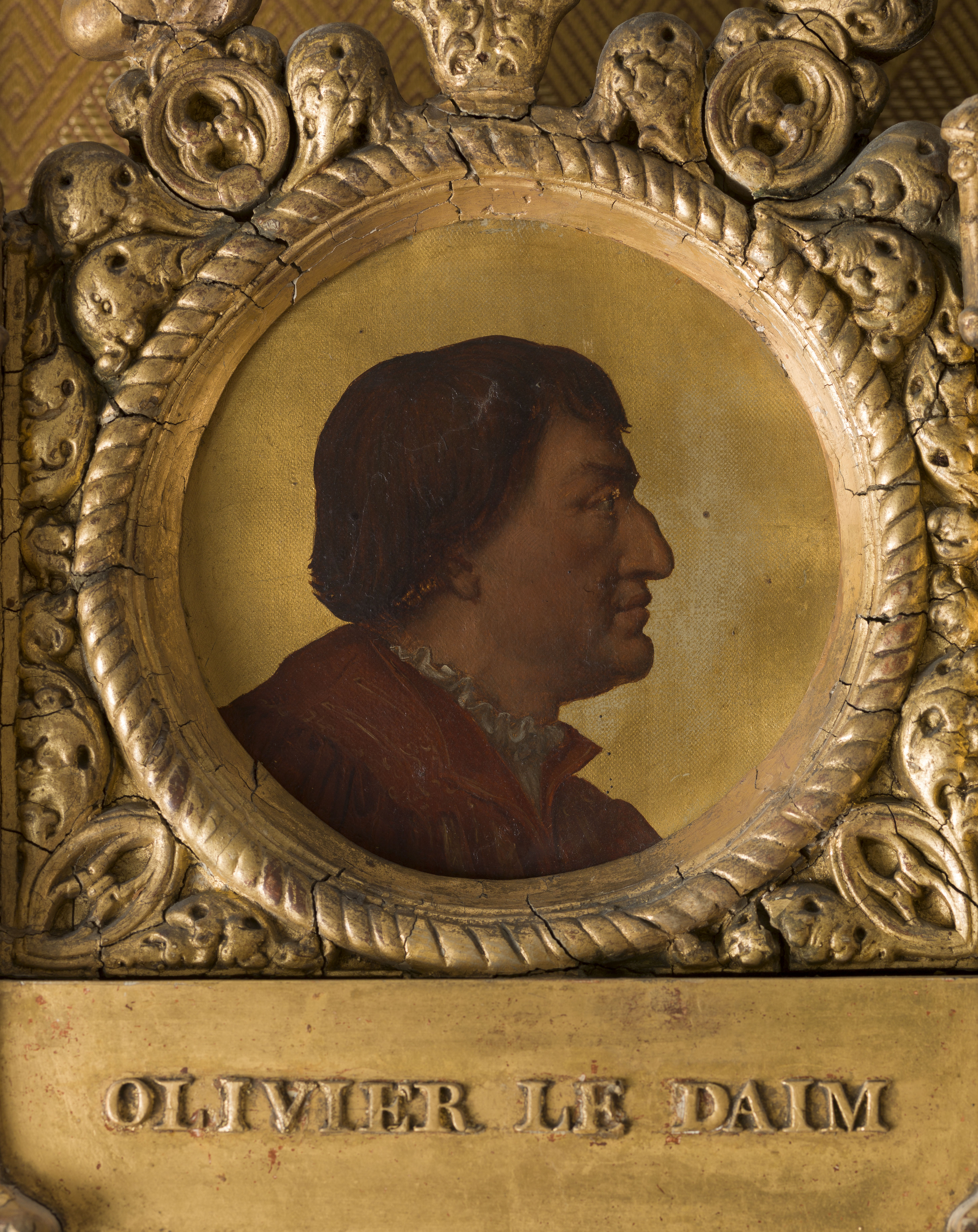
Olivier le Daim, nachträgliche Darstellung von 1833

Olivier le Daim, Graf von Meulan, (* um 1428 in Tielt; † 21. Mai 1484) war Kammerdiener sowie enger Vertrauter des französischen Königs Ludwig XI.

## Leben
Mit Geburtsnamen hieß Oliver le Daim eigentlich Olivier De Neckere und wurde als Sohn des Barbiers Jan De Neckere aus Gent, der sich in Tielt niedergelassen hatte, geboren. 1457, als Ludwig von Frankreich, der Dauphin, auf seiner Flucht aus dem Königreich in Tielt Station machte, kam er in einer Hostellerie neben dem Haus der Neckeres unter. Er lernte Olivier De Neckere kennen und machte ihn zu seinem Kammerdiener. Als Ludwig 1461 nach Frankreich zurückkehrte, um – als Ludwig XI. – den Thron zu besteigen, begleitete De Neckere ihn.
Als Belohnung für geleistete Dienste gab Ludwig XI. 1474 ein Dekret heraus, mit dem er gleichzeitig den Familiennamen Oliviers in le Daim änderte, ihn adelte – er wurde Edelmann der königlichen Kammer – und zum Grafen von Meulan machte.
1476 ernannte er ihn zum Kapitän der Burg Loches, dem königlichen Gefängnis, und Gouverneur von Saint-Quentin. Ihm gelang 1477 die Eroberung der Stadt Tournai zugunsten der französischen Krone.
Beim Tod des Königs im August 1483 zögerten seine Feinde nicht, ihn in der Conciergerie einkerkern zu lassen. Er wurde wegen mehrerer Vergehen angeklagt, darunter Diebstahl, Mord und Freiheitsberaubung. Er wurde zum Tode verurteilt und am Galgen von Montfaucon gehängt.

## Rezeption
Mehrere Romanciers haben Olivier le Daim als eine dem König ausgelieferte Seele dargestellt, darunter
- Victor Hugo in Notre-Dame de Paris,
- Sir Walter Scott in Quentin Durward und
- Alfred Neumann in Der Teufel.